# 卡塔亚诺卡

卡塔亚诺卡区在赫尔辛基地图上的位置

卡塔亚诺卡（芬蘭語：Katajanokka）为芬兰首都赫尔辛基城区东边海岸上的一个市区。该市区原为一个半岛，但现今与城区大部隔着一个运河。运河上有四座桥梁把该市区跟市中心相连。在卡塔亚诺卡区里有一座旧监狱（现今改为旅店）、乌斯彭斯基主教座堂、卡塔亚诺卡卡西诺餐馆、老港口大楼、斯道拉恩索总部大楼、芬兰外交部以及维京客轮码头和运河码头。有轨电车4号线和5号线到达卡塔亚诺卡区。
卡塔亚诺卡区内的居民数量为4,762人（2019年6月）。

## 图集

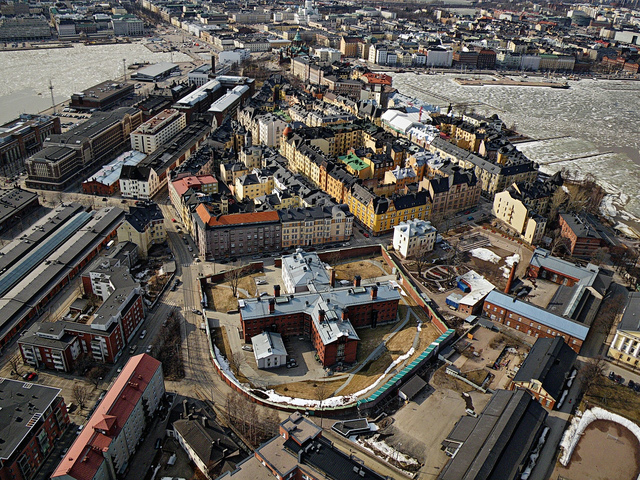
卡塔亚诺卡区鸟瞰图
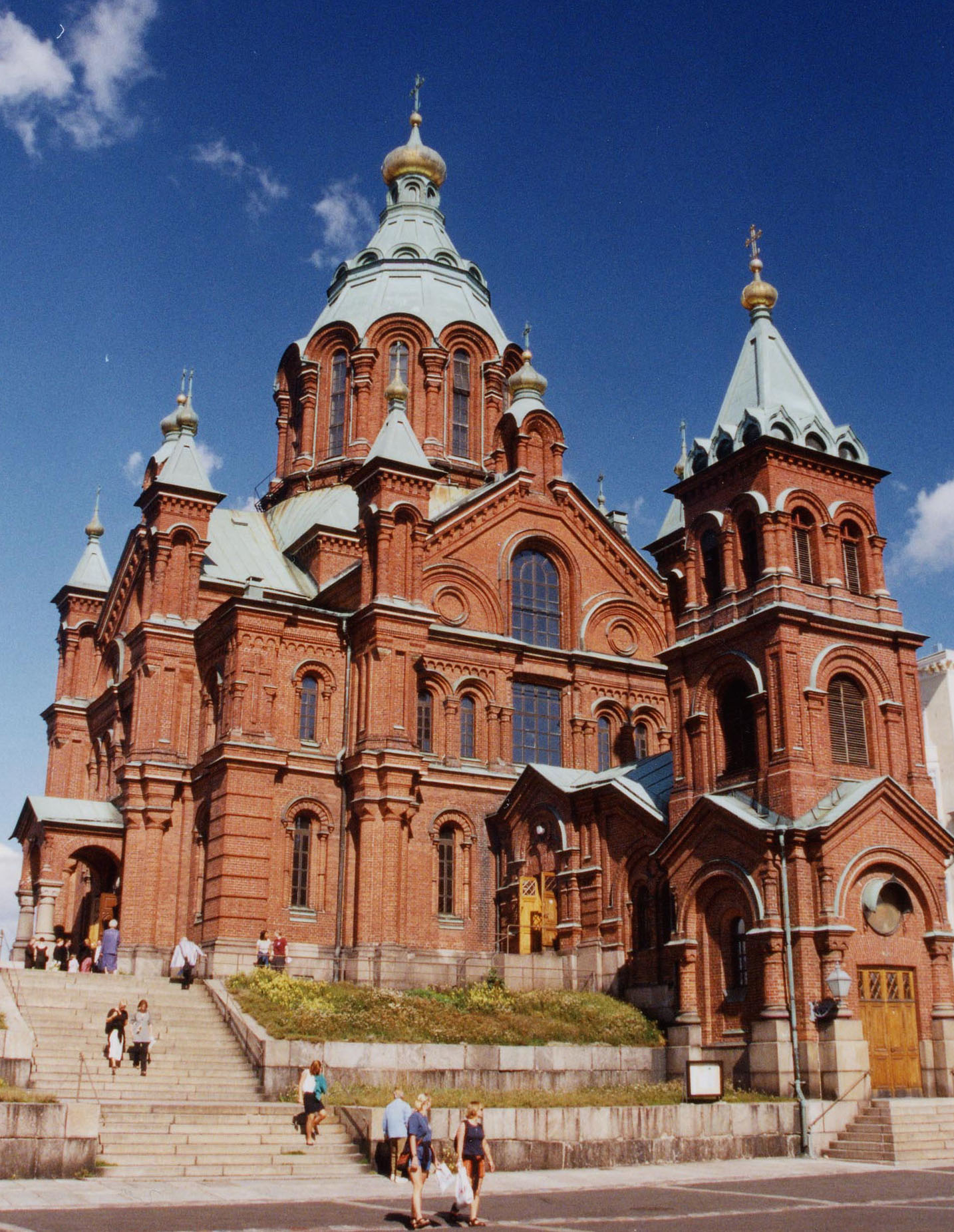
乌斯彭斯基主教座堂
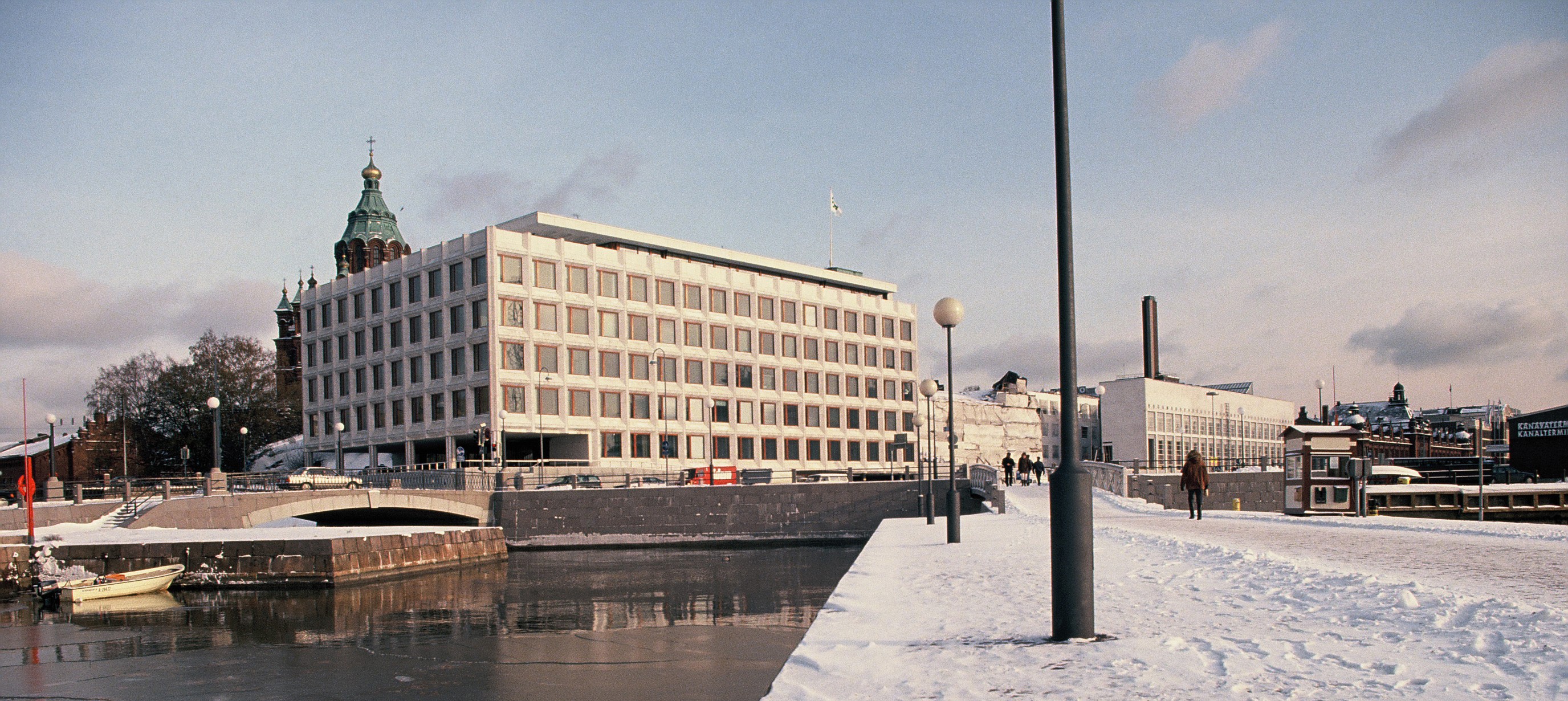
由阿尔瓦尔·阿尔托设计的斯道拉恩索总部大楼
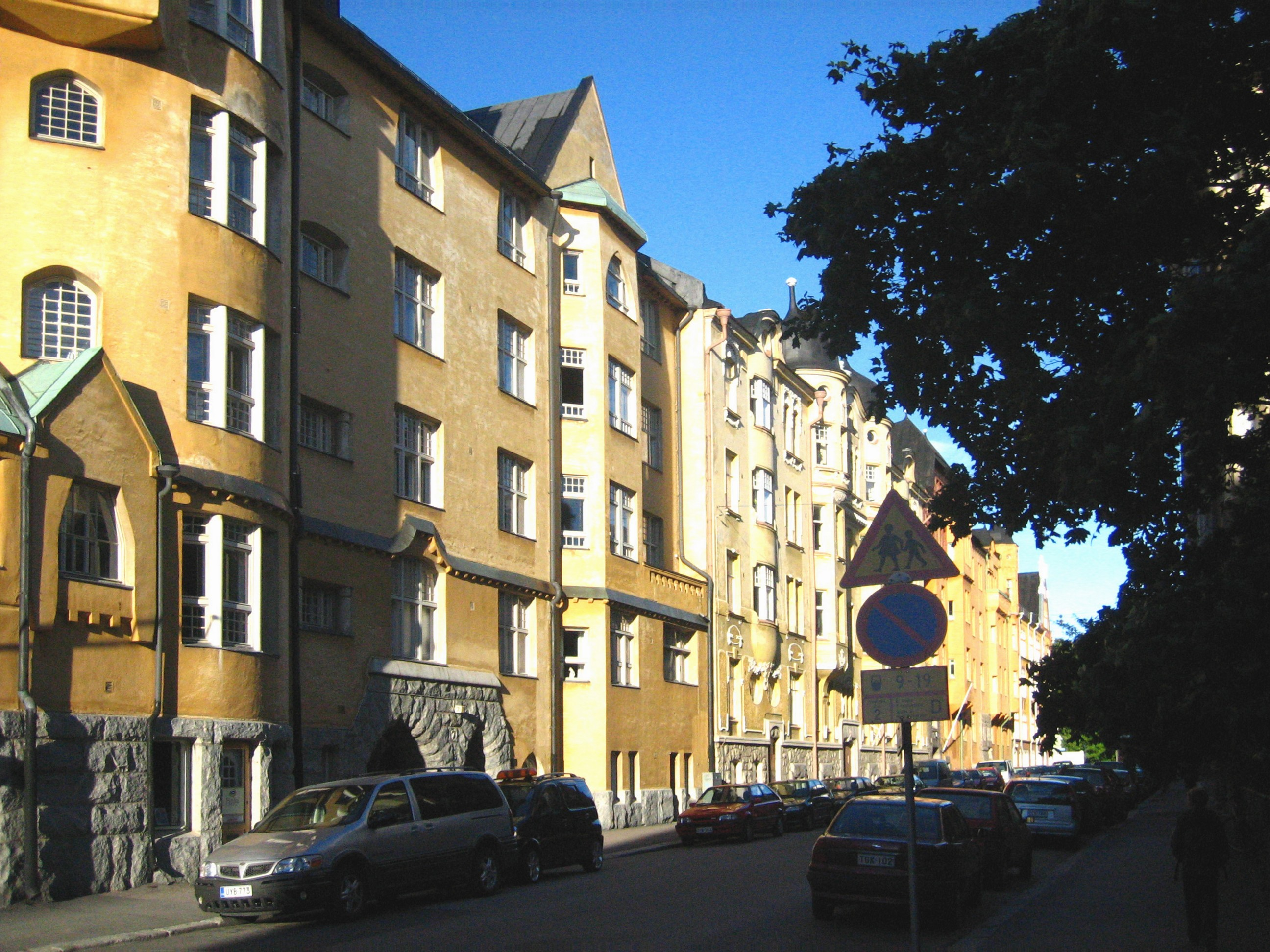
卡塔亚诺卡区内有很多德式青年风的建筑
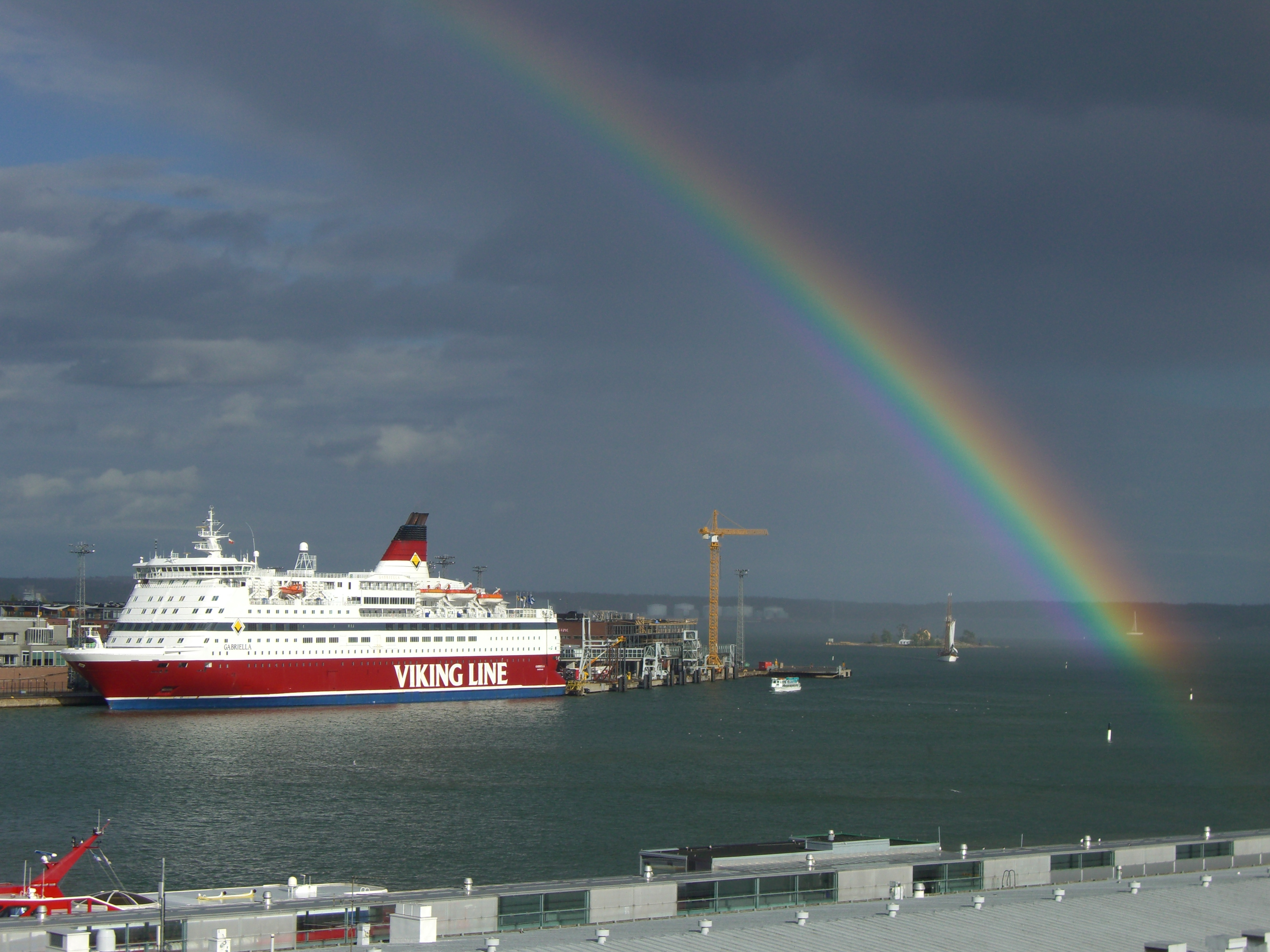
停靠在码头上的维京客轮邮轮